# Haliophyle ferruginea
Haliophyle ferruginea är en fjärilsart som beskrevs av Otto Herman Swezey 1932. Haliophyle ferruginea ingår i släktet Haliophyle och familjen nattflyn. Inga underarter finns listade i Catalogue of Life.